# Per Gyllenhammar
Per Johan Vilhelm Gyllenhammar, född 12 november 1863 i Stenkyrka, död 8 februari 1930 i Göteborg, var en svensk assuransdirektör.
Gyllenhammar avlade mogenhetsexamen i Visby 1882 och blev året därpå extra ordinarie assistent i telegrafverket. Han blev därefter tjänsteman vid ett sjöförsäkringsbolag, för att följande år träda i funktion som verkställande direktör i ett flertal försäkringsaktiebolag.
Gyllenhammar var son till kaptenen Viktor Gyllenhammar och Terese Berggren. Gyllenhammar var gift med Agnes Anne Margaretha Engelhart. I äktenskapet föddes sönerna Pehr och Gustaf Gyllenhammar. Vidare är han farfar till företagsledaren Pehr G. Gyllenhammar och morfars far till Sveriges tidigare utbildningsminister, Anna Ekström. Per Gyllenhammar är begravd på Östra kyrkogården i Göteborg.